# امنینگ
امنینگ روستایی در استان ریفت والی، کنیا می‌باشد.